# أحمد خليفة المقرمد
د/ أحمد خليفة المقرمد (Ahmed K. Elmagarmid) (ولد في 1954) هو عالم في مجال الحاسب الآلي وأكاديمي ومدير تنفيذي. ويشغل حاليًا منصب المدير التنفيذي لـ معهد قطر لبحوث الحاسب الآلي بالدوحة في قطر. وحتى عام 2010، كان يعمل أستاذًا كاملاً لعلوم الحاسب الآلي بـ جامعة بيردو ومديرًا لـ مركز بيردو السيبراني (Purdue Cyber Center).
وكان يشغل منصب كبير العلماء في شركة هوليت-باكارد، وذلك أثناء استحواذ شركة HP على شركة كومباك. كما تولى مناصب تنفيذية بشركة تلكورديا تكنولوجيز (Telcordia Technologies) (المعروفة سابقًا باسم شركة بيل كوميونيكيشنز ريسيرش (Bell Communications Research)) وشركة هاريس كوربوريشن (Harris Corporation). ويعد الدكتور المقرمد باحثًا مشهورًا، كما أن له أكثر من 150 مقالاً وكتابًا وبراءة اختراع في مجالات قواعد البيانات وأنظمة إدارة سير العمل.

## النشأة والتعليم
وُلد أحمد خليفة المقرمد في ليبيا في عام 1954. وحصل على بكالوريوس العلوم في علم الحاسوب من جامعة ديتون في عام 1977، ثم حصل على الدكتوراه في علوم الحاسب من جامعة ولاية أوهايو في عام 1985.

## الحياة العملية
عمل الدكتور أحمد بالتدريس في جامعة ولاية بنسلفانيا قبل التحاقه بهيئة التدريس في جامعة بيردو عام 1988، حيث استمر في التدريس بها لمدة 22 عامًا. وأثناء عمله في جامعة بيردو، أسس الدكتور المقرمد مركزين ناجحين كان يتم تمويلهما من مؤسسة ليلي إندومنت (Lilly Endowment) وولاية إنديانا، وهما: مركز إنديانا لأنظمة قواعد البيانات (ICDS) والمركز السيبراني (CC). وقد كان مسؤولاً عن تطوير مركز إنديانا لأنظمة قواعد البيانات؛ حيث كان يعمل على تأمين تمويله التأسيسي وتطويره ليصبح أكبر مجموعة لقواعد البيانات الأكاديمية في الولايات المتحدة الأمريكية. في حين ساهمت مبادرته المؤسسية الثانية، وهي المركز السيبراني في حديقة ديسكفري، في تعزيز بنية تقنية المعلومات والبنية الأساسية السيبرانية عبر جامعة بيردو بأكملها. ويعد المركز السيبراني حاليًا أفضل وحدة مُموَلة في تاريخ جامعة بيردو؛ حيث يتلقى حاليًا منحة بقيمة 105 ملايين دولار أمريكي من المؤسسة الوطنية للعلوم (National Science Foundation). هذا بالإضافة إلى تأسيسه لمركز بحوث ثالث، وهو مركز Indiana Telemedicine Incubator الذي تولى إدارته لمدة 3 سنوات.
تم تعيين الدكتور المقرمد كبيرًا للعلماء في شركة هوليت-باكارد أثناء استحواذ شركة HP على شركة كومباك، حيث كان يرفع التقارير إلى مجلس التقنيات في شركة HP وإلى باقي أفراد فريق القيادة التنفيذية حول التهديدات التنافسية والانحرافات والتغييرات في الإستراتيجيات والخصخصة وعمليات الاستحواذ الجديدة الممكنة. كذلك، كان مسؤولاً عن وضع كل من المخططات الإرشادية للمنتجات وإستراتيجية خدمات الويب الخاصة بالشركة.
شغل الدكتور المقرمد منصب رئيس إدارة جودة البيانات في شركة تلكورديا تكنولوجيز؛ حيث عمل على تصميم العديد من التطبيقات الرئيسية، ومن بينها تطبيق 1-800 telephone billing system، وهو نظام لإعداد الفواتير عبر الهاتف. وفي شركة هاريس كوربوريشن، تمت الاستعانة بالدكتور المقرمد من أجل ضمان استكمال عقد ضخم لشركة ثازرن كومباني (Southern Company) باستخدام النظام التجاري في شركة هاريس لإنشاء نظام محطة التحكم في توليد الطاقة XA/21 الجديدة في الموعد المحدد.
ومنذ عام 2006، يعمل الدكتور المقرمد مستشارًا في مؤسسة قطر من أجل صياغة مبادرة بحثية سيقودها علماء مغتربون عرب في سبيل إنشاء معاهد ومشروعات واسعة النطاق في العديد من مجالات العلوم والتقنية. كما يعمل الدكتور المقرمد مستشارًا لمركز السدرة للطب والبحوث (تم افتتاحه في عام 2012)، والذي كان من المتوقع أن يصبح واحدًا من أكثر مستشفيات النساء والأطفال تقدمًا على مستوى العالم. كما أنه عضو في اللجنة المشتركة العربية القطرية ومنتدى العلماء المغتربين العرب ولجنة المتابعة.
في عام 1994، عمل الدكتور المقرمد مع شركة SOGEI في إيطاليا من أجل وضع معايير لجودة البيانات في وزارة الخزانة الإيطالية. وعمل مستشارًا في الهيئة الإيطالية للإدارة العامة (AIPA)، وهي فرع من الحكومة الإيطالية يقوم بمراجعة عمليات جودة البيانات للعديد من الأنظمة الحكومية. كما عمل في Techno Padova، وهي أحد فروع الغرفة التجارية في منطقة فينيسيا في إيطاليا وألقى محاضرات في جامعة بادوفا.

## التقدير المهني
حصل الدكتور المقرمد على زمالة جمعية مهندسي الكهرباء والإلكترونيات وهو أحد العلماء البارزين في جمعية الآلات المحوسبة. وقد فاز بجائزة الباحث الصغير الرئاسية من المؤسسة الوطنية للعلوم في عام 1988، كما أدرجته كل من جامعة ولاية أوهايو (1993) وجامعة دايتون (1995) كواحد من خريجيها المميزين. فضلاً عن ذلك، يحمل المقرمد عضوية جمعية سيجما كاي (Sigma Xi) الأمريكية لتطوير العلوم (AAAS).
تولى الدكتور المقرمد رئاسة العديد من لجان البرامج وعمل بها، كما عمل في العديد من المجالس التحريرية. كما أنه كان المدير العام لمجموعة سيجمود (SIGMOD) التابعة لجمعية الآلات المحوسبة عام 2010 

## المنشورات

### الكتب
McIver, William J. and Elmagarmid, A.K. Advances in Digital Government, Kluwer Academic Press, 2002. 978-1402070679.
Bougettaya, A, Benatallah, B., and A.K., Elmagarmid. Interconnecting Heterogeneous Information Systems, Kluwer Academic Press, 1998. 978-0792382164.
Elmagarmid, A.K., Rusinkiewics, M., Sheth, A. Management of Heterogeneous and Autonomous Database Systems. Published by Morgan Kaufmann, Oct. 1998, 432 pages. (ردمك 978-1-55860-216-8).
Elmagarmid, A.K., Jiang, H., Helal, A., Joshi, A., and M. Ahmed. Video Data Bases: Issues, Products and Applications. Kluwer Academic Press, March 1997. 978-0792398721.
Bukhres, O.A. and Elmagarmid, A.K., eds. (1995). Object-Oriented Multidatabase Systems. Prentice Hall Publishing. 978-0131038134.
Elmagarmid, A.K. (Editor). Database Transaction Models for Advanced Applications. Published by Morgan Kauffman Press, Mar. 1992, 611 pages. (ردمك 978-1-55860-214-4).

## وصلات خارجية
- Home page at Qatar Computing Research Institute
- Qatar Computing Research Institute